# Ел Арабе (Сан Луис дел Кордеро)
Ел Арабе (шп. El Árabe) насеље је у Мексику у савезној држави Дуранго у општини Сан Луис дел Кордеро. Насеље се налази на надморској висини од 1400 м.

## Становништво
Према подацима из 2005. године у насељу су живела 2 становника.

### Хронологија
| Година       | 2005 |
| ------------ | ---- |
| Становништво | 2    |

### Попис
| # | Индикатор                        | Вредност |
| - | -------------------------------- | -------- |
| 1 | Укупно појединачних домаћинстава | 1        |